# Nathalie Poza Maupain
Nathalie Poza Maupain (Madrid, 7 de març de 1972) és una actriu espanyola.

## Biografia
Nathalie Poza va néixer a la capital espanyola, filla de mare francesa i de pare espanyol. Estudià en un col·legi britànic bilingüe i des de petita va aprendre a tocar el piano i practicà ballet.
La seva carrera ha estat molt lligada al teatre com a component del grup Animalario, amb qui ha participat en diversos muntatges juntament amb actors com Andrés Lima, Javier Gutiérrez Álvarez, Guillermo Toledo o Alberto San Juan. La seva ex-parella, Gonzalo de Castro, també ha estat component d'Animalario.
A televisió ha col·laborat en papers secundaris en moltes sèries des de mitjan anys 90, com a Hermanas, Éste es mi barrio, Más que amigos, Periodistas, Señor alcalde i El comisario. Va tenir el seu primer paper fix en una sèrie el 2011 a Policías, en el corazón de la calle.
Posteriorment va tornar a aparèixer en un paper menor a Hospital Central i de nou amb papers fixos a Un lugar en el mundo (2003) i Maneras de sobrevivir (2005).
Els seus primers treballs cinematogràfics foren els curtmetratges Abierto (El eco del tiempo) (1997), de Jaime Marques, No sé, no sé (1998), d'Aitor Gaizka i Ruth está bien (1999), de Pablo Valiente.
El 2002 filmà la pel·lícula per a televisió Entre cien fuegos, d'Iñaki Eizmendi, i el mateix any estrenà El otro lado de la cama, d'Emilio Martínez Lázaro, una de les pel·lícules amb més èxit del cinema espanyol.
El 2003 Maria Ripoll va portar-la a Utopía. Participà també a Días de fútbol, de David Serrano de la Peña i a La flaqueza del bolchevique, de Manuel Martín Cuenca.
El 2005 repetirà amb tots dos directors a Malas temporadas amb Martín Cuenca i a Días de cine (2007), de Serrano.
El seu darrer gran projecte fou la pel·lícula Salir pitando (2007), dirigida per Álvaro Fernández Armero i El club de los suicidas (2007) de Roberto Santiago.
Entre el 2010 i el 2012 interpretà el paper de Clàudia a les sèries de gran èxit d'Antena 3 Hispania, la leyenda i la seva seqüela Imperium.

## Treballs
Cinema
- Entre cien fuegos (2002), d'Iñaki Eizmendi
- El otro lado de la cama (2002), d'Emilio Martínez Lázaro
- Utopía (2003), de María Ripoll
- Días de fútbol (2003), de David Serrano
- La flaqueza del bolchevique (2003), de Manuel Martín Cuenca
- Malas temporadas (2005), de Manuel Martín Cuenca
- Días de cine (2006), de David Serrano
- El club de los suicidas (2007), de Roberto Santiago
- Salir pitando (2007), d'Álvaro Fernández Armero
- Un buen hombre (2009), de Juan Martínez Moreno
- Lo mejor de Eva (2012) de Mariano Barroso
- Todas las mujeres (2013) de Mariano Barroso
- Julieta (2016) de Pedro Almodóvar
- No sé decir adiós (2017) de Lino Escalera
- El titán (2017) de Lennart Ruff
- 70 binladens (2019) de Koldo Serra
- Mientras dure la guerra (2019) d'Alejandro Amenábar
- Invisibles (2020) de Gracia Querejeta
- La boda de Rosa (2020) d'Icíar Bollaín
- Marco, la verdad inventada (2024), d'Aitor Arregi i Jon Garaño

Televisió
- Éste es mi barrio (1996) Antena 3
- Hermanas (1998) Telecinco
- Periodistas (1998) Telecinco
- Señor alcalde (1998) Telecinco
- El comisario (1999) Telecinco
- Policías, en el corazón de la calle (2001) Antena 3
- Un lugar en el mundo (2003) Antena 3
- Hospital Central (2004) Telecinco
- Maneras de sobrevivir (2005)
- Motivos personales (2005) Telecinco
- Lex (2008) Antena 3
- La princesa de Éboli (2010)
- Hispania, la leyenda (2010-2012) Antena 3
- Imperium (2012) Antena 3

## Premis i nominacions

### Nominacions
- 2004: Goya a la millor actriu revelació per Días de fútbol
- 2006: Goya a la millor actriu per Malas temporadas